# Lloro de la Reunió
El lloro de la Reunió o lloro de les Mascarenyes (Mascarinus mascarinus) és una espècie extinta de lloro, l'única del seu gènere, que es va extingir a principis del s. XIX. Només habitava l'illa de Reunió. Fou descrita per nombrosos viatgers que arribaren a l'illa, i fins i tot es tenen informes d'aus enviades captives a França a la fi del s. XVIII. Aquesta au desaparegué a causa de la seua caça indiscriminada. L'últim informe d'aquestes aus en llibertat data del 1770, i les aus captives a París es degueren morir per aquesta època també. Si més no, però, un exemplar en va sobreviure al Zoològic del Rei de Baviera fins al 1834.
Res no se sap sobre la biologia d'aquestes aus, tret que es trobaven en boscos deshabitats on s'alimentaven de nous i fruites.

## Taxonomia
Plantilla:Cuadro imagen
Un estudi genètic de 2011 va situar el lloro de les Mascarenyes de Reunió entre les subespècies del lloro negre (Coracopsis nigra) de Madagascar i illes properes i, per tant, no estaria emparentat amb les cotorres Psittacula com es creia. Es va descobrir que el llinatge del lloro de les Mascarenyes se n'havia separat feia entre 4,6 i 9 milions d'anys, abans de la formació de l'illa de Reunion, la qual cosa indicava que havia d'haver ocorregut en alguna altra part.
Un altre grup de científics en reconegué posteriorment la troballa, però va assenyalar que la mostra podria haver estat deteriorada, i que calia realitzar-ne més proves abans que resoldre el tema per complet. A més van apuntar que si es confirmava que Mascarinus havia d'incloure's en el gènere Coracopsis, aquest últim nom és menys antic i haurien de denominar-se'n tots pel més antic. Hume va expressar la seua sorpresa per aquest descobriment, per les semblances anatòmiques que presentava el lloro de les Mascarenyes amb altres espècies de l'arxipèlag que es creia que pertanyien a Psittaculini.